# Roger Zirilli
Roger Zirilli (31 dicembre 1910 – Versoix, 2 giugno 1955) è stato un pallanuotista e nuotatore svizzero che ha partecipato alle Olimpiadi di Berlino 1936, dove ha partecipato, sia alle gare dei 100 metri stile libero, sia al torneo della pallanuoto.